# Auguste Hippolyte Collard
Auguste Hippolyte Collard (* 1. Februar 1812 in Valençay; † 15. Januar 1893 in Saint-Mandé) war ein französischer Fotograf.

## Leben und Werk

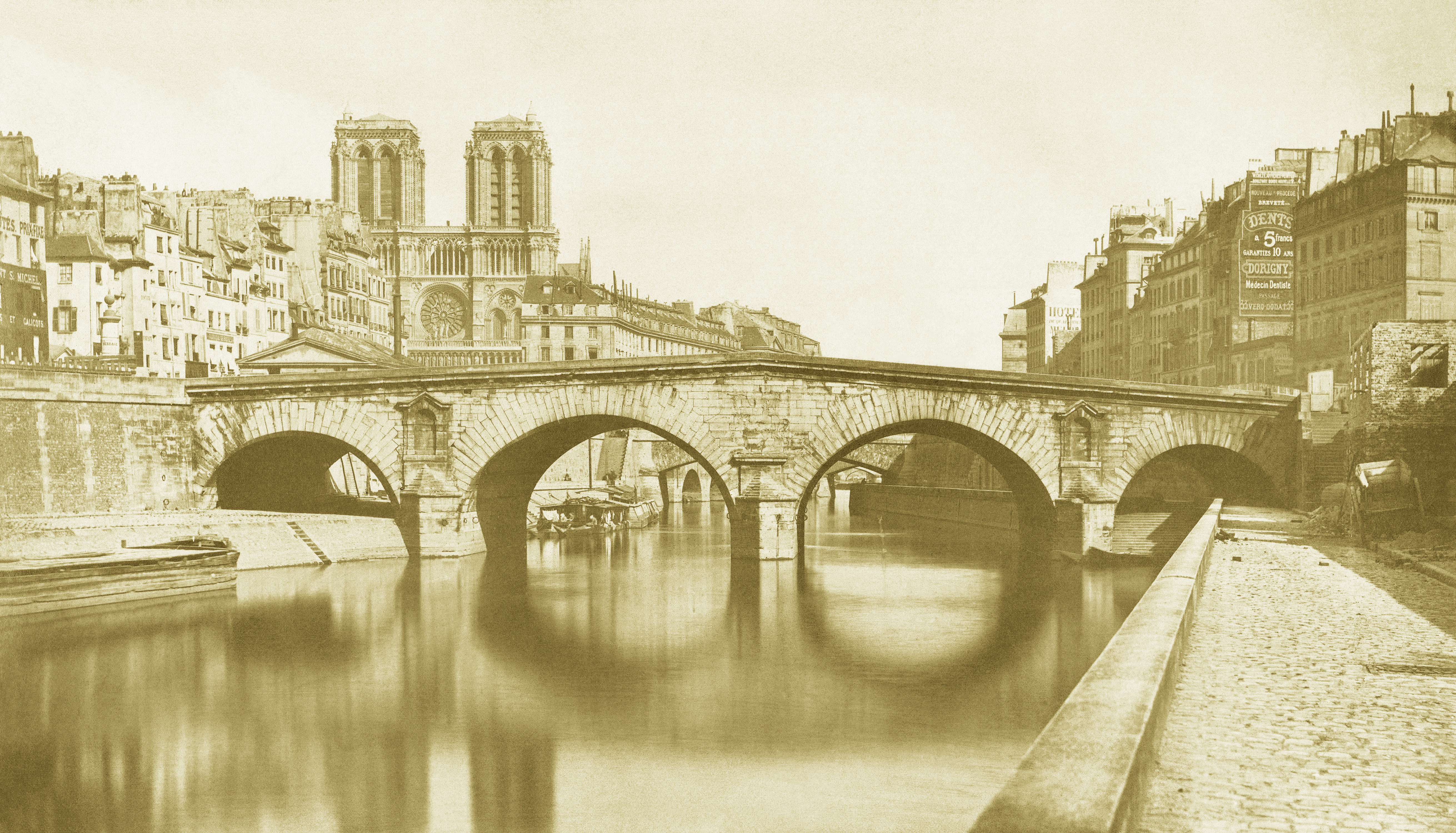
Auguste Hippolyte Collard: alte Pont Saint-Michel, Fotografie von 1857

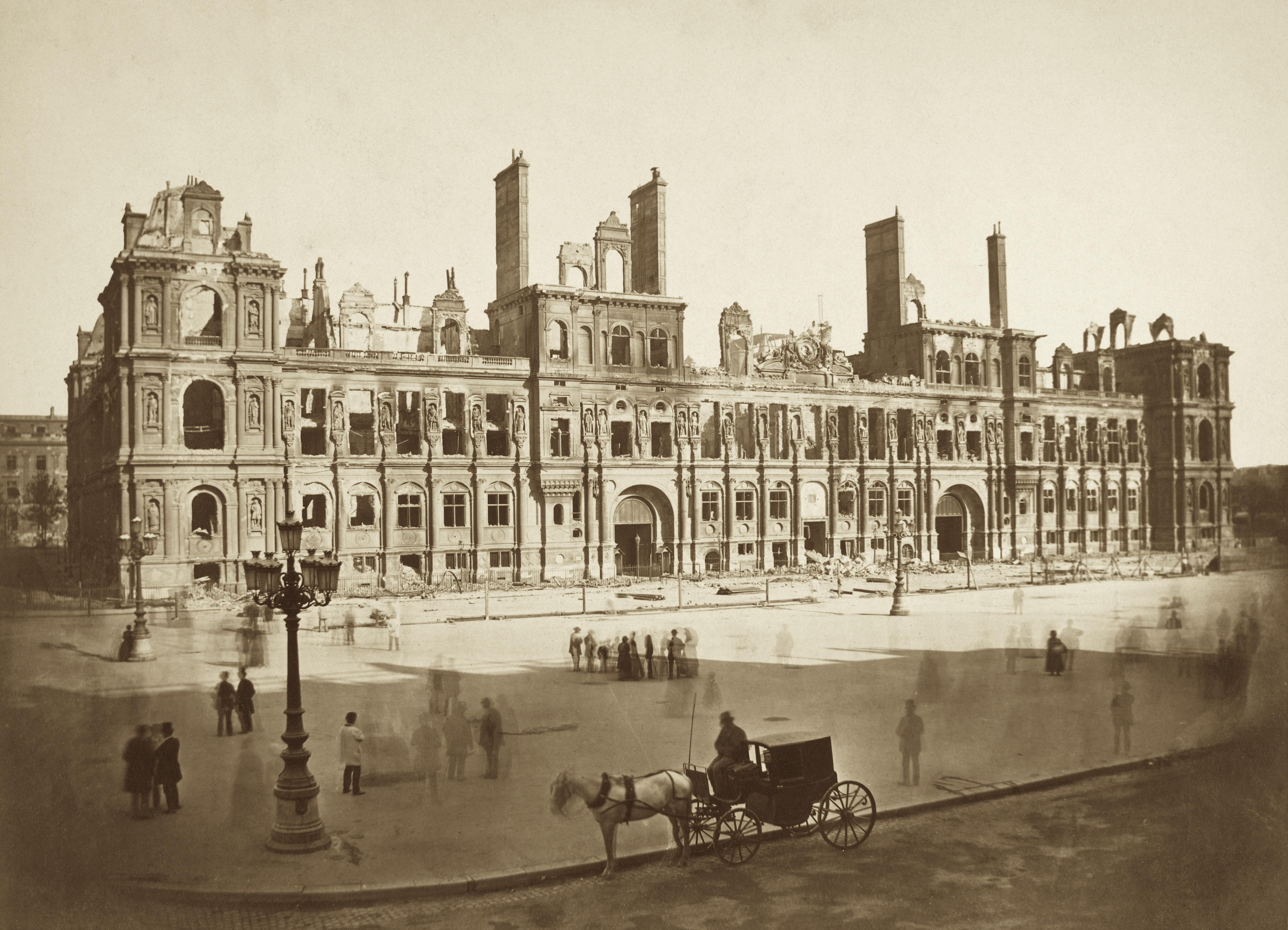
Auguste Hippolyte Collard: Pariser Hôtel de Ville nach dem Brand von 1871

Auguste (eigentlich Augustin) Hippolyte Collard stammte aus einfachen Verhältnissen. Er arbeitete zunächst als Vergolder von Holzbilderrahmen in Paris. Diese Tätigkeit setzte er von 1839 bis 1853 erfolgreich in Poitiers fort.
Aus Begeisterung für die Chemie hatte sich Collard bereits ab 1842 mit der Fotografie beschäftigt. Der Chemiker und Fotopionier Claude Félix Abel Niépce de Saint-Victor gehörte wahrscheinlich zu seinem Bekanntenkreis. Collard stellte 1850 erste Daguerreotypien aus. Ab 1854 lebte er wieder in Paris und gab seine Arbeit als Vergolder auf, um sich ganz der Fotografie zu widmen. Zunächst arbeitete er in einem Atelier als Partner von Léon Wulff und unterrichtete dort auch Fotografie. 1855 eröffnete er mit seinen Brüdern Jules Collard (1829–1867) und Victor Collard (1832–1885) das Atelier central de Photographie am Pariser Boulevard de Strasbourg Nr. 53. Im selben Jahr zeigte er Fotografien auf der Pariser Weltausstellung, wo er eine ehrenvolle Erwähnung für seine Arbeiten erhielt. Das Fotoatelier war zunächst für Porträtbildnisse bekannt, hinzu kam die Reproduktion von Kunstwerken.
Auguste Hipollyte Collard gründete 1857 die Firma Collard & Cie. und begann mit Aufnahmen der Seinebrücken in Paris. Bis 1870 fotografierte er alle Pariser Brücken und arbeitete hierbei zusammen mit dem Ministerium für Landwirtschaft, Handel und öffentliche Angelegenheiten, der Administration des Ponts et Chaussées und der Travaux Publics de la Ville de Paris. Darüber hinaus fotografierte er Bauten der französischen Eisenbahnen wie Brücken, Aquädukte und Bahnhöfe. Er erstellte häufig chronologische Bildfolgen von Neubauten, die verschiedene Baufortschritte bis zur Fertigstellung dokumentierten und legte hierzu Fotomappen an. Seine Architekturfotos stellte er 1859 in einer Ausstellung der Société française de photographie aus. Zudem war er Mitglied der Société des Amis des Arts et de l’Industrie und der Société française des architecture photographie, historique et monumentales.
Bei seinen Fotos arbeitete Collard mit verschiedenen Kollodiumverfahren und nahm für die Abzüge zunächst Salzpapier. Ab 1860 verwandte er Albuminpapier, für dessen Herstellung er ein Tonbad entwickelte. Nachdem er seine Arbeiten bereits in Brüssel, Amsterdam und London gezeigt hatte, stellte er seine Industriefotografien auf der in Paris stattfindenden Weltausstellung 1867 aus. Seit dieser Zeit trägt er den ehrenvollen Titel Photographe des Ponts et Chaussées. 1871 fotografierte er die Barrikaden der Pariser Kommune und dokumentierte nach den Kämpfen vom Mai des Jahres die entstandenen Gebäudeschäden.
1883 gehörte Collard zu den Mitbegründern der Zeitschrift Le Progrès photographique. Er verfasste zahlreiche Beiträge zu technischen Fragen der Fotografie und war bis 1895 Herausgeber der Fachzeitschrift.